# Departamento de Trabalho da Frente Unida
O Departamento de Trabalho da Frente Unida do Comitê Central do Partido Comunista Chinês (DTFU) é um departamento que se reporta diretamente ao Comitê Central do Partido Comunista Chinês (PCC), que reúne inteligência, gerencia relações e tenta influenciar indivíduos e organizações de elite dentro e fora da China.   O DTFU concentra seu trabalho em pessoas ou entidades que estão fora do próprio Partido, especialmente na comunidade chinesa no exterior, que têm influência social, comercial ou acadêmica, ou que representam grupos de interesse.   Por meio de seus esforços, o DTFU busca garantir que esses indivíduos e grupos apóiem ou sejam úteis aos interesses do Partido Comunista Chinês e que os críticos em potencial permaneçam divididos.   

## História
O Departamento de Trabalho da Frente Unida foi criado durante a Guerra Civil Chinesa e foi restabelecido em 1979 sob o líder supremo Deng Xiaoping. Desde 2012, o papel e o escopo do DTFU se expandiram e se intensificaram sob o governo de Xi Jinping, secretário-geral do Partido Comunista Chinês.    

### Guerra civil e tomada de poder
As políticas de frente unida foram mais usadas em dois períodos antes da Revolução Comunista Chinesa: de 1924 a 1927 e de 1936 a 1945, quando o PCC cooperou com o Partido Nacionalista ostensivamente para derrotar os japoneses.  A formulação mais simples do trabalho da FU no período era "reunir o maior número possível de aliados para ... derrotar um inimigo comum". 
Nos primeiros anos, o PCC também usou as políticas da Frente Unida para cooperar com "senhores da guerra insatisfeitos, crentes religiosos, minorias étnicas, chineses ultramarinos" e "partidos e grupos menores", ou seja, grupos de fachada para o Partido Comunista parecer democrático.  As estratégias de frente unida do Partido foram eficazes contra os nacionalistas, quando combinadas com força militar, "trabalho ideológico" e construção de alianças, o que acabou isolando o inimigo.

### Era da reforma
No final dos anos 1970, a política foi usada para a causa comum da reforma econômica. A partir daí, o Partido expandiu o escopo de seu trabalho internacionalmente, e novamente após os protestos de 1989 na Praça da Paz Celestial. O departamento inclui um escritório encarregado de lidar com Hong Kong, Macau, Taiwan e assuntos externos, e articula a importância de usar as populações chinesas no exterior para promover a unificação.  Ele desempenhou um papel importante na construção do apoio para "Um país, dois sistemas" em Hong Kong durante as décadas de 1980 e 1990, operando sob o nome de "Departamento de Coordenação".  O DTFU foi criticamente descrito como servindo para cooptar líderes comunitários não comunistas fora da China e "usá-los para neutralizar os críticos do Partido", às vezes de forma coercitiva. 

## Estrutura
O DTFU tem mais de 40.000 funcionários e não divulga seu orçamento.   Supervisiona e dirige oito partidos políticos menores e subordinados e a Federação de Indústria e Comércio de Toda a China.  Historicamente, manteve um relacionamento próximo com a agora absorvida Administração do Estado para Assuntos Religiosos, que supervisionou as cinco organizações religiosas oficialmente sancionadas do país. Em 2018, o Departamento de Trabalho da Frente Unida passou por uma reorganização na qual absorveu a Administração do Estado para Assuntos Religiosos e o Escritório de Assuntos da China Ultramarina para se tornarem dois escritórios internos.    O DTFU também assumiu um papel de liderança em campanhas anti-religiosas na China sob o pretexto oficial de "religiões sinicizantes". 
O DTFU também dirige a Comissão Estadual de Assuntos Étnicos.   Como tal, o DTFU é a principal agência da China que supervisiona e administra os assuntos étnicos, religiosos e internacionais da China.   O DTFU desempenha um papel ativo na sinicização das minorias étnicas e religiosas, particularmente no Tibete, na Mongólia Interior e dos uigures através dos campos de internamento de Xinjiang.    Em 2020, logo após o início dos protestos de 2020 na Mongólia Interior, o DTFU emitiu um comunicado que enfatizava a necessidade de todas as minorias étnicas na China usarem o Mandarim padrão. 

## Operações internas e externas
O analista do Australian Strategic Policy Institute, Alex Joske, observou que não há uma distinção clara entre as atividades domésticas e estrangeiras do DTFU e muitas vezes se sobrepõem entre as duas.  O acadêmico Martin Thorley descreveu o DTFU como sendo capaz de recorrer a uma "rede latente" de grupos cívicos, educacionais e não governamentais e indivíduos afiliados interna e externamente para seus fins políticos, especialmente em tempos de crise.  Por exemplo, o DTFU usa membros da Conferência Consultiva Política do Povo Chinês e outras organizações para realizar atividades de construção de influência, muitas vezes secretamente.   Pesquisadores do Observatório da Internet da Universidade de Stanford e da Instituição Hoover descrevem a Frente Unida como "cultivando perspectivas pró-Pequim na diáspora chinesa e no mundo em geral, recompensando aqueles que considera amigáveis com elogios e oportunidades lucrativas, enquanto orquestram pressão econômica contra os críticos. Essa pressão costuma ser intensa, mas indireta, e a atribuição clara é, portanto, difícil." 
O DTFU e suas organizações de fachada afiliadas também serviram de cobertura para agentes de inteligência do Ministério da Segurança do Estado.  Várias agências nacionais de inteligência expressaram preocupação de que o mandato e as operações da DTFU possam constituir interferência indevida nos assuntos internos de outras nações.   Em seu livro Nest of Spies, de Pierrebourg e Juneau-Katsuya alegam que o Departamento “administra importantes dossiês sobre países estrangeiros. Isso inclui propaganda, o controle de estudantes chineses no exterior, o recrutamento de agentes entre a diáspora chinesa (e entre estrangeiros simpatizantes) e operações clandestinas de longo prazo.” 
A Associação do Povo Chinês para a Amizade com Países Estrangeiros foi descrita como a "face pública" do DTFU.  O acadêmico Jichang Lulu observou que o DTFU e suas organizações representativas "redefinem as estruturas de governança democrática para servir como ferramentas de influência extraterritorial". 

### Reação
Um relatório de 2018 da Comissão de Revisão de Segurança e Economia dos Estados Unidos-China observou que as tentativas regulares do DTFU de suprimir protestos no exterior e atos de expressão críticos ao Partido Comunista da China são uma conspiração contra os direitos.  Em maio de 2020, a Casa Branca divulgou um relatório intitulado "Abordagem Estratégica dos EUA para a República Popular da China".  Esse relatório afirmou que "as organizações e agentes da Frente Unida do PCC têm como alvo empresas, universidades, think tanks, acadêmicos, jornalistas e funcionários locais, estaduais e federais nos Estados Unidos e em todo o mundo, tentando influenciar o discurso e restringir a influência externa dentro da RPC."   Em junho de 2020, o Australian Strategic Policy Institute publicou um relatório defendendo uma resposta multidimensional envolvendo a aplicação da lei, bem como uma reforma legislativa para maior transparência das operações de influência estrangeira.  No mesmo mês, o Comitê de Estudos Republicanos nos Estados Unidos pediu sanções contra o DTFU e sua liderança. 

## Lista de chefes do departamento
1. Wang Ming (1942 - 1947)
2. Zhou Enlai (1947 - 1948)
3. Li Weihan (outubro de 1948 - dezembro de 1964)
4. Xu Bing (徐冰) (Dezembro de 1964 - 1966)
5. Interregnum (1966 - 1975)
6. Li Dazhang (novembro de 1975 - maio de 1976)
7. Ulanhu (maio de 1976 - abril de 1982)
8. Yang Jingren (abril de 1982 - novembro de 1985)
9. Yan Mingfu (novembro de 1985 - novembro de 1990)
10. Ding Guangen (novembro de 1990 - dezembro de 1992)
11. Wang Zhaoguo (dezembro de 1992 - dezembro de 2002)
12. Liu Yandong (dezembro de 2002 - dezembro de 2007)
13. Du Qinglin (dezembro de 2007 - setembro de 2012)
14. Ling Jihua (setembro de 2012 - dezembro de 2014)
15. Sun Chunlan (dezembro de 2014 - novembro de 2017)
16. You Quan (novembro de 2017 - atualmente)